# Calabozoa pellucida
Calabozoa pellucida är en kräftdjursart som beskrevs av Van Lieshout 1983. Calabozoa pellucida ingår i släktet Calabozoa och familjen Calabozoidae. Inga underarter finns listade i Catalogue of Life.